# Quercus pseudosetulosa
Quercus pseudosetulosa — вид рослин з родини букових (Fagaceae).

## Біоморфологічна характеристика
Це вічнозелене невелике дерево або кущ, заввишки 0.5–3.0 метри. Гілочки поточного року вкриті сірувато-жовтими коротко-зірчастими трихомами та сірувато-жовтими дрібними сочевицями. Гілочки другого року сіруваті, коротко запушені, з дрібними сочевицями. Ніжка листка 1.0–2.5 см, молодою жовта, при висиханні стає червонувато-коричневою, вкрита щільним сірувато-жовтим коротко-зірчастим шаром трихомів. Листова пластинка від яйцюватої до ланцетоподібної, 5.0–10.0 × 2.0–5.0 см, зверху яскраво-зелена, знизу сірувато-зелена, основа від широко клиноподібної до округлої, верхівка загострена до видовжено-загостреної, край трохи вигнутий, слабо пилчастий від верхньої половини з 1–5 парами зуби, зрідка цілий. Жіночі суцвіття 0.7–3.0 см завдовжки, 1–3-квіткові. Чашечка жолудя 9.0–13.5 мм у діаметрі, у висоту 4.0–5.0 мм, охоплює 1/3–1/2 горіха. Горіх довгасто-яйцеподібний, приблизно 12.5 (діам.) × 19.0 мм (довж.) голий. Жіночі квіти цвітуть у липні, а жолуді дозрівають пізнього серпня та у вересні наступного року.

## Проживання
Ендемік острова Даваншань, провінція Гуандун в Китаї. Трапляється на відкритих скелястих схилах біля потоків на верхньому пагорбі острова Даваншань.